# Fania Brancovskaja
Fania Brancovskaja (hebräisch פניה ברנצובסקי, Transkription Fania Brantsovsky; geboren am 22. Mai 1922 in Kaunas als Fania Jocheles; gestorben am 22. September 2024 in Vilnius) war eine litauische Partisanin und Holocaust-Überlebende.

## Leben
Im Jahr 1927 zog sie mit ihren Eltern, Großeltern und ihrer jüngeren Schwester nach Vilnius (damals Wilno), das zu dieser Zeit zu Polen gehörte. Ihr Vater, ein wenig religiöser Sozialist, arbeitete als Elektromechaniker am jüdischen Polytechnikum in Wilna.
Nach dem Besuch der Volksschule absolvierte Brancovskaja das jüdische Realgymnasium, das sie 1939 mit dem Abitur abschloss. Anschließend begann sie ein Lehramtsstudium im ostpolnischen Grodno (heute Hrodna, Belarus). Dort erlebte sie den sowjetischen Einmarsch und die Eingliederung der Region in die Weißrussische Sozialistische Sowjetrepublik. Nach einem Jahr Studium und einem weiteren Jahr als Lehrerin an einer weißrussischen Dorfschule kehrte sie im Juni 1941 nach Vilnius zurück, um ihr Studium fortzusetzen.
Kurz nach ihrer Rückkehr wurde Vilnius am 24. Juni 1941 von der deutschen Wehrmacht besetzt. Sofort erließen die Besatzer judenfeindliche Verordnungen, die das Leben der jüdischen Bevölkerung massiv einschränkten. Am 6. September 1941 wurde die Familie von litauischen Polizisten gezwungen, in das neu errichtete Ghetto von Vilnius umzusiedeln. Dort lebten sie mit einer anderen Familie auf engstem Raum zusammen.
Da ihr Vater als hochqualifizierter Elektromechaniker für die Deutschen unabkömmlich war, blieb die Familie zunächst von den Massenerschießungen verschont. Brancovskaja verrichtete verschiedene Zwangsarbeiten innerhalb und außerhalb des Ghettos, darunter Reinigungsarbeiten, Gräben ausheben und Handarbeiten für deutsche Soldaten und litauische Aufseher.

## Wirken
Im Frühjahr 1942 schloss sich Brancovskaja der neu gegründeten Vereinigten Partisanenorganisation (FPO) an. Im Keller der Ghetto-Bibliothek lernte sie heimlich den Umgang mit Waffen, schmuggelte Waffenteile ins Ghetto und leitete eine Jugendgruppe. Am 23. September 1943, dem Tag der Liquidierung des Ghettos, gelang ihr gemeinsam mit einer Kameradin die Flucht durch ein unbewachtes Tor.
Nach einem zweitägigen Fußmarsch erreichten sie die Wälder bei Vilnius und schlossen sich der sowjetischen Partisaneneinheit Für den Sieg! an. Dort beteiligte sich Brancovskaja an Sabotageaktionen gegen die deutschen Besatzer, zerstörte Telefonleitungen, sprengte Brücken und Eisenbahnstrecken. In dieser Zeit lernte sie ihren späteren Ehemann Mikhail Brancovskij kennen.
Im Juli 1944 nahm sie mit ihrer Einheit an der Befreiung von Vilnius teil. Nach Kriegsende musste sie feststellen, dass außer einer Cousine keiner ihrer Verwandten den Holocaust überlebt hatte. Fania und Mikhail heirateten noch 1944 und blieben im nun sowjetischen Vilnius. Sie studierte Ökonomie und arbeitete im statistischen Amt für Litauen. Das Paar bekam zwei Töchter.
In den folgenden Jahrzehnten engagierte sich Fania Brancovskaja als Zeitzeugin und setzte sich für die Erinnerung an den Holocaust ein. Für ihre Versöhnungsarbeit wurde sie sowohl in Litauen als auch in Deutschland mit hohen Auszeichnungen geehrt, darunter das Verdienstkreuz am Bande des Verdienstordens der Bundesrepublik Deutschland (2009) und das Ritterkreuz des Ordens für Verdienste um Litauen (2017). Ihr Leben und Wirken wurden in mehreren Filmen dokumentiert.
Fania Brancovskaja starb im September 2024 im Alter von 102 Jahren in Vilnius. Sie hinterließ zwei Töchter sowie mehrere Enkel und Urenkel.